# Christian Friedrich Michaelis (Mediziner, 1754)
Christian Friedrich Michaelis (* 13. Mai 1754 in Göttingen; † 17. Februar 1814 in Marburg) war ein deutscher Arzt.

## Leben
Christian Friedrich Michaelis war der Sohn des Göttinger Theologen und Orientalisten Johann David Michaelis. Er studierte Medizin in Göttingen und in Groningen und promovierte 1776 in Straßburg. Nach Studienaufenthalten in Paris und in England wurde er Arzt im Generalstab des hessischen Armeecorps im Nordamerikanischen Unabhängigkeitskrieg. Nach seiner Rückkehr erhielt er 1783 die Professur für Anatomie und praktische Medizin in Kassel, 1786 den Lehrstuhl für Anatomie an der Universität Marburg. 1800 stand er als Prorektor der Universität vor.

## Schriften (Auswahl)
- De angina polyposa sive menbranacea. Diss. Göttingen 1778 (Digitalisat).
  - F. Ruette (Übersetzer). Observations sur le croup, ou angine membraneuse. Allut, Paris 1810 (Digitalisat).
- Über die Regeneration der Nerven. Kassel 1785
- Medicinische Beyträge. I. Theil. Johann Christian Dietrich, Göttingen 1785 (Digitalisat).
- Medizinisch-praktische Bibliothek. I. Band, Johann Christian Dietrich, Göttingen 1785 (Digitalisat).
- Programma de instrumentis quibusdam chirurgicis, sive novis, sive mutatis … Marburg 1801.
- Etwas über den Blasenstein. Marburg 1813.